# 吕瑛
吕瑛，河南长垣县人，清朝政治人物。
康熙四十四年（1705年）乙酉科举人。雍正十年（1732年）接替孙见龙任青浦县知县一职，1732年由宁基丕接任。